# École nationale supérieure des mines de Saint-Étienne

École nationale supérieure des mines de Saint-Étienne — французский университет, крупная инженерная школа, основанная в 1816 году в Сент-Этьене. Среди целей, поставленных университетом, является поддержка развития своих студентов и компаний с помощью ряда курсов и областей исследований, от начальной подготовки общих инженеров ingénieurs civils des mines до преподавания докторской степени; от материаловедения до микроэлектроники, включая технологические процессы, механику, окружающую среду, гражданское строительство, финансы, информационные технологии и здравоохранение.
Школа была основана 2 августа 1816 года по указу Людовика XVIII.

## Известный учитель
- Грюнер, Эммануэль-Луи, французский геолог и металлург